# Lene Grawford Nystrøm
Lene Nystrøm Rasted (leánykori nevén Lene Grawford Nystrøm) (Tønsberg, Norvégia, 1973. október 2. –) norvég énekesnő, az Aqua együttes tagjaként lett ismert.

## Pályafutása

### 1973–1994, fiatalkora
Nystrøm-Rasted Tønsbergben , Norvégiában született. Tizenéves korában a showbiznisz iránt kezdett érdeklődni, és modellként és csaposként is dolgozott. 1990 és 1993 között a TVNorge csatornán a "Kaszinó" című műsort vezette.

### 1994–2001, Aqua
1994-ben Nystrøm-Rasted énekesnőként dolgozott a MS Peter Wessel norvég tengerjáró hajón, ahol René Dif felfedezte őt. Az Aqua énekesnőjeként kezdett el dolgozni, majd a zenekar 2001-.ben feloszlott.

### 2002–2006, szólókarrier
Az Aqua felbomlása után az énekesnő szólóénekesként próbálkozott. 2003-ban megjelent a Play with Me című stúdióalbuma, melynek zenei stílusa merőben eltért az Aqua stílusától. Az album 30. helyezést ért el a Dán albumlistán, Norvégiában pedig a VG-lista 74. helyéig jutott. Az album egyik dala a "Virgin Superstar" sosem kapott rádiós játszást, és slágerlistás helyezést sem ért el, valamint önálló kislemezen sem jelent meg. Debütáló kislemeze az It's Your Duty szeptember 8-án jelent meg. A dán Hitlisten slágerlista 3. helyéig jutott, a norvég listán a 9. helyet sikerült megszereznie.

## Magánélete
Az énekesnő első kapcsolata az Aqua tagjával René Dif-fel 1994-ben kezdődött, amikor meghívta őt a zenekarba. Kapcsolatuk 3 évig tartott.
2001. augusztus 25-én Lene feleségül ment Søren Rastedhez, az Aqua együttes másik tagjához. Az ünnepséget Las Vegasban tartották. A pár 2004-ben Londonból Dániába költözött. Közös gyermekeik lánya India, és fia Billy. A pár 16 éves házasság után 2017. április 27-én jelentette be válását.

## Diszkográfia

### Stúdióalbumok
| 2003                                                                  | Play with Me - Megjelent: 2003. szeptember 11. - Label: Polydor - Formátum: CD | 30 | 74 |  |
| "—" Nem volt slágerlistás helyezés, vagy nem jelent meg az országban. |                                                                                |    |    |  |

## Kislemezek
| 2003                                                                  | "It's Your Duty"     | 3 | 9 | Play With Me |
| 2004                                                                  | "Pretty Young Thing" | — | — | Play With Me |
| "—" Nem volt slágerlistás helyezés, vagy ne jelent meg az országban.. |                      |   |   |              |

### Közreműködő előadóként
| 2005                                                                   | "Hvor små vi er" (as part of Giv Til Asien)      | 1 | — | — | — | N/A                     |
| 2008                                                                   | "Vi ka alt vi to" (Hej Matematik featuring Lene) | — | — | — | — | Vi Burde Ses Noget Mere |
| 2012                                                                   | "2012 (Shift happens)" (LazyB featuring Lene)    | — | — | — | — | N/A                     |
| "—" nem volt slágerlistás helyezés, vagy nem jelent meg az országban.. |                                                  |   |   |   |   |                         |

### Promóciós kislemez
| 2004                                                                  | "Here We Go" | — | — | — | — | Play With Me |
| 2004                                                                  | "Scream"     | — | — | — | — | Play With Me |
| "—" nem volt slágerlistás helyezés, vagy nem jelent meg az országban. |              |   |   |   |   |              |